# Le Carnaval des animaux
Le Carnaval des animaux est une suite pour ensemble instrumental de Camille Saint-Saëns composée en Autriche au début de 1886. L'œuvre est créée le 9 mars 1886 puis jouée le 2 avril 1886 en auditions privées à Paris, chez le violoncelliste Charles Lebouc et chez la cantatrice Pauline Viardot respectivement. Les premières auditions intégrales, publiques (posthumes), ont lieu le 25 et le 26 février 1922 sous la direction de Gabriel Pierné.

## Composition
Camille Saint-Saëns compose l'œuvre au début de 1886 dans un village proche de Vienne en Autriche, pour un concert de mardi gras organisé chez le violoncelliste Charles Lebouc. Son but était de faire rire, sans tomber dans la puérilité, ce qui lui fut reproché car il était considéré comme un compositeur sérieux.
Créé le 9 mars 1886 durant le Carnaval de Paris par un ensemble que dirigeait Lebouc à l'occasion du Mardi gras, Le Carnaval des animaux fut rejoué par la société « la Trompette » d'Émile Lemoine pour fêter la Mi-Carême, puis chez Pauline Viardot le 2 avril 1886 en présence de Franz Liszt, qui en admira l'orchestration. Craignant pour sa réputation de compositeur sérieux, Saint-Saëns interdit ensuite l'exécution publique de cette œuvre de son vivant. Seule la pièce intitulée Le Cygne était exclue de cette censure et fut si volontiers jouée qu'elle devint un « tube » de générations de violoncellistes. Il fallut attendre la lecture de son testament pour que l'œuvre soit rejouée en public.
Les premières auditions publiques de l’œuvre dans son intégralité ont lieu les 25 et 26 février 1922 sous la direction de Gabriel Pierné.

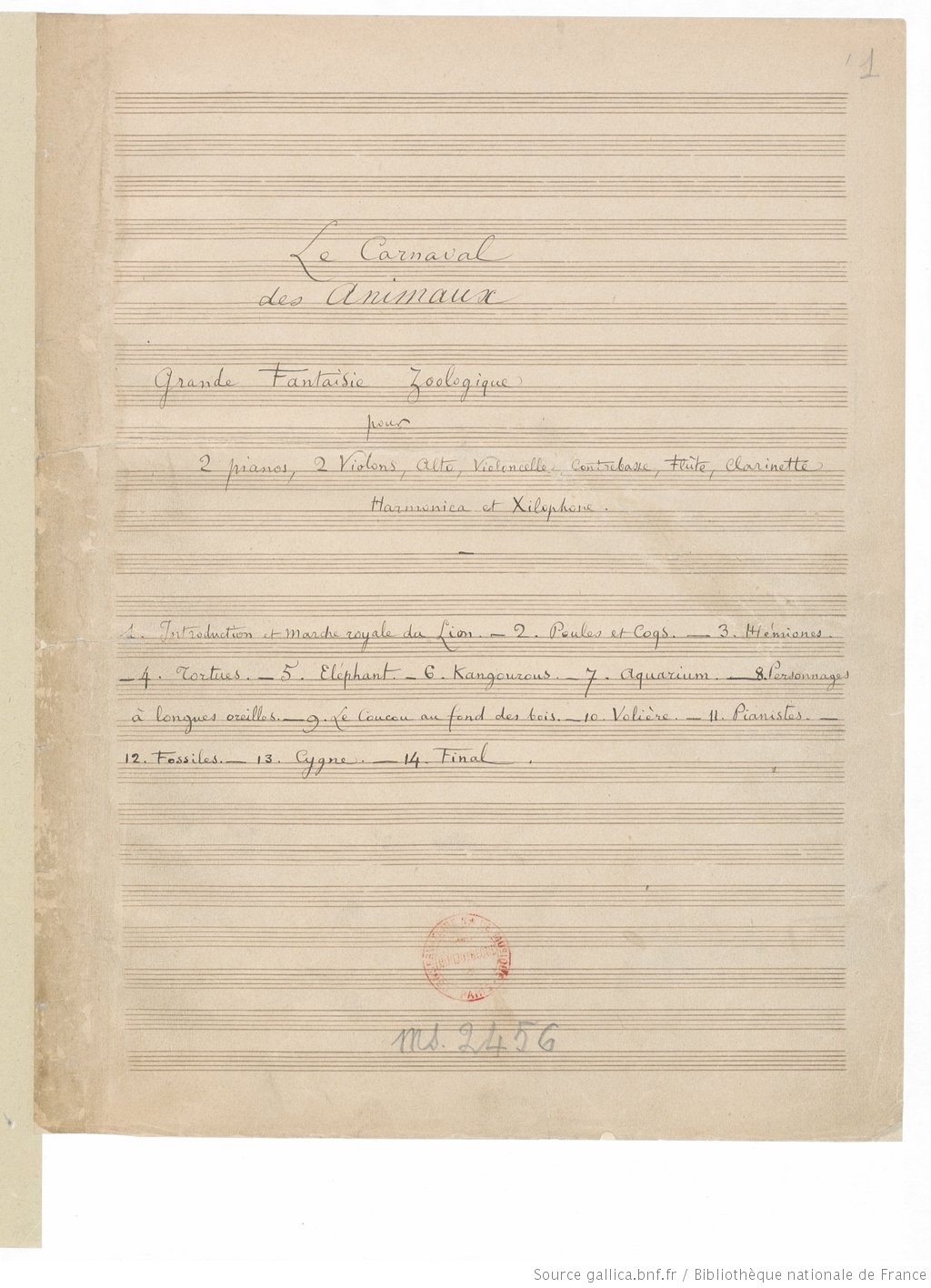

Le Carnaval des animaux s'inscrit dans une tradition française de pastiche musical, sous couvert d'une description animalière. De nombreuses citations musicales parodiques se retrouvent dans la partition (Rameau, Offenbach, Berlioz, Mendelssohn, Rossini), ainsi que des chansons enfantines comme J'ai du bon tabac, Ah ! vous dirai-je, maman, Au clair de la lune, mais également Saint-Saëns lui-même.
On a pris l'habitude de rassembler dans un même enregistrement Le Carnaval des animaux et Pierre et le Loup de Sergueï Prokofiev, ou encore The Young Person's Guide to the Orchestra de Benjamin Britten[réf. nécessaire]. Cette Grande fantaisie zoologique, comme l'indique le sous-titre, n'est qu'une parenthèse dans la carrière du musicien qui, la même année, achevait sa Symphonie no 3 avec orgue, son chef-d'œuvre.
La partition est composée de quatorze mouvements, pour une durée moyenne d'exécution de dix-neuf minutes environ.

## Instrumentation
Le Carnaval des animaux possède une instrumentation originale : 
| Instrumentation du Carnaval des animaux                           |
| Cordes                                                            |
| 2 violons, 1 alto, 1 violoncelle, 1 contrebasse                   |
| Bois                                                              |
| 1 flûte (jouant piccolo), 1 clarinette si bémol ou en do          |
| Percussions                                                       |
| xylophone                                                         |
| Claviers                                                          |
| 2 pianos, 1 harmonica de verre (glockenspiel ou célesta à défaut) |

## Textes d'accompagnement
Francis Blanche a écrit de brefs textes pouvant être lus par un récitant lors de l'exécution en introduction humoristique à chaque partie,.
En 1983, Michel Drucker et sa femme Dany Saval lisent un texte et une adaptation d'Ivan Pastor sur un album où la pièce musicale est jouée par l'Orchestre philharmonique de Mexico avec Fernando Lozano à la direction d'orchestre.
En 2007, après une commande des éditions Durand, le comédien Smaïn écrit une nouvelle version et la crée à travers tout l'hexagone. En 2012, répondant à une commande du Festival de l'Epau, l'humoriste François Rollin écrit de nouveaux textes.
Éric-Emmanuel Schmitt publie en 2014 une nouvelle version en vers, texte lu par Anne Roumanoff, musique jouée par un orchestre de chambre dirigé par le pianiste Pascal Amoyel. En 2020 le texte est mis en ligne sur le site de l'auteur pour toute demande d'autorisation de représentation.

## Mouvements
Note : Toutes les citations qui figurent ci-dessous sont extraites du texte de Francis Blanche.

### I –Introduction et Marche royale du lion
« Au Jardin des plantes, ainsi nommé d'ailleurs à cause des animaux qu'on y a rassemblés, une étrange ardeur semble régner… »

La Marche royale du lion est la première partie du Carnaval des animaux.
L'œuvre commence avec des trilles au piano (et des montées de violons et de violoncelles) puis les violons exécutent une sorte de marche militaire. Pendant le morceau, les pianos imitent les rugissements du lion, évoquant l'inquiétude.

« L'on voit entrer le Lion, très britannique, la mine altière… Vêtu de soieries aux tons chatoyants, soieries de Lyon évidemment. »

Marche très majestueuse, en do majeur pour les premiers accords, en la pour la suite, sur un rythme très strict. Quelques montées chromatiques de piano, puis d'autres aux instruments à cordes qui imitent les rugissements du lion, d'une manière qui n'est guère terrifiante, mais qui jouent un peu sur le tableau de l'inquiétude. Le mouvement finit sur une gamme chromatique ascendante puis descendante de la mineur. L'ambiance générale est celle d'un ballet.

### II –Poules et Coqs
« Les uns crient cocorico, très haut, les autres gloussent et caquettent, très bêtes. »

Exemple de musique purement imitative, ce caquetage concertant, auquel vient s'ajouter la clarinette, est un morceau de bravoure. Très ironique, avec des notes dont la venue est quasiment incohérente aux cordes, imitant les caquètements ; ce passage amuse toujours les plus petits par son caractère imitatif. Inspiré de La Poule de Jean-Philippe Rameau.

### III –Hémiones(ouAnimaux véloces)
« Un hémione c'est un cheval, des hémiones ce sont des chevaux […]. Il a comme tout animal, ils ont comme tous les animaux leur place dans notre carnaval, comme dans tous les carnavaux ! »

Uniquement au piano, très rapide, à base de gammes exécutées tambour battant, cela rend la course véloce de ces ânes sauvages du Tibet.

### IV –Tortues
Le thème, bien évidemment lent, est interprété par les violoncelles et les altos. Saint-Saëns met en place une opposition rythmique entre le piano en triolets et le thème binaire en croches. Ce passage cite le célèbre galop d'Orphée aux Enfers ainsi qu'un thème du final du 1e acte (version de 1858 - ou 2e acte, version de 1874), dont Saint-Saëns n'a retenu que le thème. Le ralentissement extrême du rythme (échevelé chez Offenbach) produit un effet des plus savoureux.

### V –L'Éléphant
« Les éléphants sont des enfants qui font tout ce qu'on leur défend… »

Ce mouvement est lui aussi comique de manière très directe. Le thème, lent, est tenu par la contrebasse, soutenue par des accords de piano. On note un nombre important de modulations à partir de mi bémol majeur. Ce morceau est une citation de la Danse des sylphes de La Damnation de Faust de Berlioz ; très aérien dans sa version originale, il devient pachydermique chez Saint-Saëns. Il s'est aussi inspiré du Songe d'une nuit d'été de Felix Mendelssohn.

### VI –Kangourous
« Redoutable boxeur, recordman du saut en longueur et champion du saut à la perche… »

Le piano alterne joyeusement des accords avec appoggiatures, ascendants puis descendants, et des passages plus lents, où sans doute l'animal est au sol…

### VII –Aquarium
« De la baleine à la sardine et du poisson rouge à l'anchois dans le fond de l'eau chacun dîne d'un plus petit que soi… »

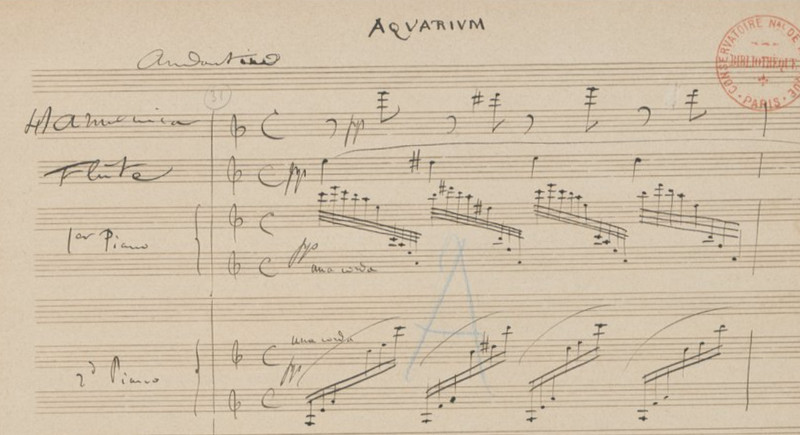

Célèbre thème, tournoyant et scintillant, évoquant le monde des contes de fées et pays imaginaires, avec des notes de l'harmonica de verres ― souvent jouées au glockenspiel ou au célesta ― et des arpèges descendants de piano.

### VIII –Personnages à longues oreilles
« L'âne s'est mis un bonnet d'homme ! »

Très évocateur, cet épisode, joué au violon, utilise les harmoniques aiguës et des tenues basses. Dans certaines interprétations, on jurerait entendre les braiements de l'âne.

### IX –Le Coucou au fond des bois
« Chacun soupire à part soi : Que le son du coucou est triste, au fond des bois ! »

C'est un mouvement très satirique, où la clarinette a le privilège de répéter vingt-et-une fois le même motif, sur les mêmes deux notes, alors que le piano mène la mélodie seul par des accords lents…

### X –Volière
« Personne au monde ne vous condamnera pour chantage ou pour vol. »

Mouvement très gracieux, où le thème est tenu presque exclusivement par la flûte, soutenue par des tremolos discrets des cordes et des pizzicatos. Suivant les interprétations, le tempo varie beaucoup, allant parfois jusqu'à la virtuosité.

### XI –Pianistes
« Ce mammifère concertivore digitigrade… […] Amateurs de gibiers, ne tirez pas sur le pianiste ! »

Autre passage, très humoristique, qui donne lui aussi dans la caricature. Les pianistes ne font que des gammes, ascendantes et descendantes, dans les tonalités majeures à partir de do, entrecoupées par des accords des cordes. Ce morceau peut être exécuté de différentes façons, selon la manière dont les musiciens interprètent la mention portée par Saint-Saëns sur la partition : « Dans le style hésitant d'un débutant ». Ils peuvent ainsi se permettre de se décaler l'un par rapport à l'autre et de jouer des fausses notes.

### XII –Fossiles
« Dinosaures et autres trésors… »

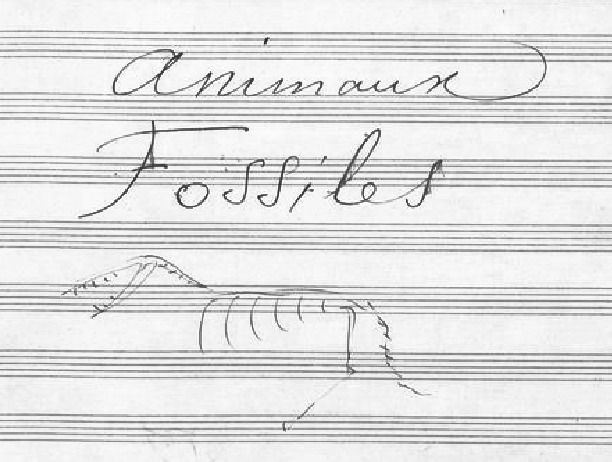

Passage parodique évoquant, outre les animaux disparus, les vieux airs d'époque. La clarinette reprend l'air célèbre du Barbier de Séville de Rossini Una voce poco fa. Le compositeur plaisante même avec sa propre Danse macabre, rendue gaie pour l'occasion ! Le thème est joué au début par le xylophone et le piano, avec des pizzicati des cordes. On entend aussi très clairement un fragment de Au clair de la Lune, joué par la clarinette, ainsi que les notes gaies de Ah vous dirais-je maman, deux chansons enfantines, puis, enchaîné à l'air du Barbier, un passage de Partant pour la Syrie, chanson populaire d'époque napoléonienne, dont la mélodie est attribuée à la reine Hortense.
Saint-Saëns parodie particulièrement les artistes sans talent, en mettant bout à bout ces airs anciens, ajoutant même un passage fugué, du « remplissage » utilisé par les compositeurs en manque d'imagination.
Le texte de Francis Blanche rapproche ce mouvement de la Danse macabre du même compositeur, ce qui se comprend par la similitude de tonalité (sol mineur) et la vigueur, l'aspect étrangement enjoué (en apparente contradiction avec ladite tonalité).

### XIII –Le Cygne
Un des mouvements les plus connus de toute la pièce, le seul à être autorisé par son compositeur à être joué en public. Il s'agit un magnifique solo de violoncelle soutenu par le piano, très poétique, sans caricature, ni quelconque excès de lyrisme propre aux cordes. Il illustre la nature fugace de la beauté avec son interprétation de la légende du chant du cygne.

### XIV –Finale
« On danse, on fraternise : le loup avec l'agneau, le renard avec le corbeau… »

Ce dernier morceau équivaut à la parade des fins de revue. Entamé par la reprise des trilles des pianos du 1er mouvement, il développe lui aussi un thème maintes fois repris plus tard sur d'autres supports. Ledit thème s'appuie sur une descente de basse par figure de marche. On y voit réapparaître plus ou moins brièvement les animaux dans l'ordre suivant : les hémiones (avec des accords scandés par les cordes), les fossiles (notamment par l'utilisation plus importante du xylophone), les poules et coqs, les kangourous, les ânes et, implicitement par la tonalité, le lion.

## Autour de l'œuvre
Depuis 1990, l'introduction d'Aquarium est diffusée avant chaque projection de film en compétition, dans la salle du Palais des Festivals à Cannes et dans les salles partenaires durant le festival de cinéma. La musique a été choisie par Gilles Jacob, qui l'avait appréciée comme thème principal du film Les Moissons du ciel (Days of Heaven) de Terrence Malick (1978).
Aquarium est maintes fois repris : dans des publicités, notamment pour Décathlon et Gallia ; au cinéma, dans Les Moissons du ciel de Malick, dans L'Étrange histoire de Benjamin Button de David Fincher, dans Moonrise Kingdom de Wes Anderson (2012). Il illustre également la séquence finale du film de Jaco Van Dormael Le Tout Nouveau Testament (2015). Il est aussi repris en 2011 en entrée des concerts de la tournée mondiale de Kylie Minogue Aphrodite : Les Folies Tour ou dans l'épisode Les Aqua-tics de la saison 18 des Simpson. Aquarium a inspiré Alan Menken pour la musique de La Belle et la Bête des studios Disney (1991), Jerry Goldsmith pour le thème principal de Basic instinct, de Paul Verhoeven (1992).
Le Final est repris, dans une orchestration modifiée pour les besoins du film, pour une séquence avec des flamants roses dans le dessin animé Fantasia 2000,.
Le Carnaval des animaux est repris par Plumo pour un CD-ROM.
Le Carnaval des animaux fait l'objet d'un film d'animation à base d'Origami réalisé par Zülal Aytüre-Scheele en 1992 (diffusé sur Arte).
Le Carnaval des animaux a été édité en livre-disque en 2005 aux éditions Sarbacane avec des textes de Carl Norac, des illustrations d'Olivier Tallec, la voix de Sébastien Dutrieux et la musique jouée par l'orchestre du Théâtre royal de la Monnaie de Bruxelles sous la direction d'Alexander Winterson.
Le Carnaval des animaux fait l'objet d'un film en prises de vues réelles et en animation, réalisé par Andy Sommer et Gordon, avec l'orchestre philharmonique de Radio France dirigé par Myung Whun Chung, prix Italia à Turin en septembre 2011, décliné en appli.
Le Carnaval des animaux, imaginé par Éric-Emmanuel Schmitt, est un livre-CD édité par Albin Michel en 2014. Les illustrations sont de Pascale Bordet, la musique interprétée par Pascal Amoyel et ses musiciens, le texte lu par Anne Roumanoff (disponible en version numérique).

## Éditions
- Camille Saint-Saëns, Le Carnaval des animaux, Durand, 1922 (lire en ligne).
- Camille Saint-Saëns (préf. Ernst-Günter Heinemann), Le Carnaval des animaux, G. Henle Verlag, coll. « Urtext », 2020 (ISMN 979-0-2018-0939-7, présentation en ligne, lire en ligne).